# 아이자울 FC
아이자울 FC(Aizawl Football Club)는 아이자울를 연고로 하는 인도의 축구단이다. 현재 I리그에 참가하고 있다.

## 우승
- I리그: 2016–17
- I리그 2부 리그: 2015

## 선수 명단

### 현역
참고: FIFA 자격 규정에 따라 소속된 국가대표팀 국기를 표시합니다. 선수는 복수의 FIFA 비회원국 국적을 가지고 있을 수 있습니다.
| 번호 | 포지션 | 국적 | 이름 |
| ---- | ------ | ---- | ---- |

| 번호 | 포지션 | 국적 | 이름 |
| ---- | ------ | ---- | ---- |